# Premi del Cinema Europeu a la millor pel·lícula
El Premi del Cinema Europeu a la Millor Pel·lícula (en anglès European Film Award for Best Film, en francès Prix du cinéma européen du meilleur film) és un dels Premis del Cinema Europeu anuals, presentat per l'Acadèmia del Cinema Europeu per reconèixer el millor en cinema europeu. Va ser premiat per primera vegada l'any 1988 amb la pel·lícula polonesa Krótki film o zabijaniu, dirigida per Krzysztof Kieślowski, sent el primer guanyador del premi.
Els directors Gianni Amelio, Lars von Trier i Michael Haneke han rebut més victòries en aquesta categoria amb tres victòries cadascun, mentre que Pedro Almodóvar és el director més nominat amb set nominacions, guanyant dues vegades. Maren Ade va ser la primera dona directora a guanyar el premi, rebent-lo per Toni Erdmann el 2016.

## Guanyadors i nominats

### Dècada de 1980
| Any                         | Títol                  | Director(s)            | País |
| --------------------------- | ---------------------- | ---------------------- | ---- |
| 1988 (1ts)                  |                        |                        |      |
| Krótki film o zabijaniu     | Krzysztof Kieślowski   | Polònia                |      |
| Au revoir les enfants       | Louis Malle            | França, Alemanya       |      |
| El bosque animado           | José Luis Cuerda       | Espanya                |      |
| Veus distants               | Terence Davies         | Regne Unit             |      |
| Der Himmel über Berlin      | Wim Wenders            | Alemanya, França       |      |
| Iacob                       | Mircea Daneliuc        | Romania                |      |
| Pelle, el conqueridor       | Bille August           | Dinamarca, Suècia      |      |
| 1989 (2ns)                  |                        |                        |      |
| Topio stin omichli          | Theodoros Angelopoulos | Grècia, França, Itàlia |      |
| Eldorádó                    | Géza Bereményi         | Hongria                |      |
| Magnus                      | Þráinn Bertelsson      | Islàndia               |      |
| Recordações da Casa Amarela | João César Monteiro    | Portugal               |      |
| High Hopes                  | Mike Leigh             | Regne Unit             |      |
| Màlenkaia Vera              | Vasili Pitxul          | Unió Soviètica         |      |

### 1990s
| Any                                                         | Títol                                         | Director(s)                        | País |
| ----------------------------------------------------------- | --------------------------------------------- | ---------------------------------- | ---- |
| 1990 (3rs)                                                  |                                               |                                    |      |
| Porte aperte                                                | Gianni Amelio                                 | Itàlia                             |      |
| Tulitikkutehtaan tyttö                                      | Aki Kaurismäki                                | Finlàndia                          |      |
| Cyrano de Bergerac                                          | Jean-Paul Rappeneau                           | França                             |      |
| Przesłuchanie                                               | Ryszard Bugajski                              | Polònia                            |      |
| ¡Ay, Carmela!                                               | Carlos Saura                                  | Espanya                            |      |
| Skyddsängeln                                                | Suzanne Osten                                 | Suècia                             |      |
| Mat Мать                                                    | Gleb Panfilov                                 | Unió Soviètica                     |      |
| 1991 (4ts)                                                  |                                               |                                    |      |
| Riff-Raff                                                   | Ken Loach                                     | Regne Unit                         |      |
| Homo Faber                                                  | Volker Schlöndorff                            | Alemanya                           |      |
| Le petit criminel                                           | Jacques Doillon                               | França                             |      |
| Toto le héros                                               | Jaco Van Dormael                              | Bèlgica                            |      |
| Delicatessen                                                | Marc Caro, Jean-Pierre Jeunet                 | França                             |      |
| Ultrà                                                       | Ricky Tognazzi                                | Itàlia                             |      |
| 1992 (5ns)                                                  |                                               |                                    |      |
| Nens robats                                                 | Gianni Amelio                                 | Itàlia                             |      |
| La Vie de Bohème                                            | Aki Kaurismäki                                | França                             |      |
| Les Amants du Pont-Neuf                                     | Leos Carax                                    | França                             |      |
| Nord                                                        | Xavier Beauvois                               | França                             |      |
| Trys dienos                                                 | Šarūnas Bartas                                | Lituània                           |      |
| De Noorderlingen                                            | Alex van Warmerdam                            | Països Baixos                      |      |
| 1993 (6ns)                                                  |                                               |                                    |      |
| Urga                                                        | Nikita Mikhalkov                              | Rússia                             |      |
| Benny's Video                                               | Michael Haneke                                | Àustria                            |      |
| Un cor a l'hivern '                                         | Claude Sautet                                 | França                             |      |
| C'est arrivé près de chez vous                              | Rémy Belvaux, André Bonzel, Benoît Poelvoorde | Bèlgica                            |      |
| Orlando                                                     | Sally Potter                                  | Regne Unit                         |      |
| La petite amie d'Antonio                                    | Manuel Poirier                                | França                             |      |
| 1994 (7ns)                                                  |                                               |                                    |      |
| Lamerica                                                    | Gianni Amelio                                 | Itàlia                             |      |
| En el nom del pare                                          | Jim Sheridan                                  | Irlanda, Regne Unit                |      |
| Tres colors: Blau, Tres colors: Blanc, Tres colors: Vermell | Krzysztof Kieślowski                          | França, Polònia, Suïssa            |      |
| Kosh ba kosh (Кош ба кош)                                   | Bakhtyar Khudojnazarov                        | Rússia                             |      |
| Le Fils du requin                                           | Agnès Merlet                                  | França                             |      |
| Woyzeck                                                     | János Szász                                   | Hongria                            |      |
| 1995 (8ns)                                                  |                                               |                                    |      |
| Terra i llibertat                                           | Ken Loach                                     | Regne Unit                         |      |
| Les Rendez-vous de Paris                                    | Éric Rohmer                                   | França                             |      |
| To Vlemma tu Odissea (Το βλέμμα του Οδυσσέα)                | Theo Angelopoulos                             | Grècia                             |      |
| Butterfly Kiss                                              | Michael Winterbottom                          | Regne Unit                         |      |
| Der Totmacher                                               | Romuald Karmakar                              | Alemanya                           |      |
| La Haine                                                    | Mathieu Kassovitz                             | França                             |      |
| 1996 (9ns)                                                  |                                               |                                    |      |
| Breaking the Waves                                          | Lars von Trier                                | Dinamarca                          |      |
| Kolya                                                       | Jan Svěrák                                    | Txèquia                            |      |
| Secrets i mentides                                          | Mike Leigh                                    | Regne Unit                         |      |
| Lea                                                         | Ivan Fila                                     | Alemanya                           |      |
| Some Mother's Son                                           | Terry George                                  | Irlanda                            |      |
| 1997 (10ns)                                                 |                                               |                                    |      |
| The Full Monty                                              | Peter Cattaneo                                | Regne Unit                         |      |
| Capità Conan                                                | Bertrand Tavernier                            | França                             |      |
| El cinquè element                                           | Luc Besson                                    | França                             |      |
| Savršeni krug                                               | Ademir Kenović                                | Bòsnia i Hercegovina               |      |
| El pacient anglès                                           | Anthony Minghella                             | Estats Units, Regne Unit           |      |
| Vor (Вор)                                                   | Pavel Txukhrai                                | Rússia                             |      |
| 1998 (11ns)                                                 |                                               |                                    |      |
| La vida és bella                                            | Roberto Benigni                               | Itàlia                             |      |
| The Butcher Boy                                             | Neil Jordan                                   | Irlanda                            |      |
| Carne trémula                                               | Pedro Almodóvar                               | Espanya                            |      |
| Festen                                                      | Thomas Vinterberg                             | Dinamarca                          |      |
| La Vie rêvée des anges                                      | Erick Zonca                                   | França                             |      |
| Lola rennt                                                  | Tom Tykwer                                    | Alemanya                           |      |
| My Name Is Joe                                              | Ken Loach                                     | Regne Unit                         |      |
| 1999 (12ns)                                                 |                                               |                                    |      |
| Todo sobre mi madre                                         | Pedro Almodóvar                               | Espanya                            |      |
| Fucking Åmål                                                | Lukas Moodysson                               | Suècia                             |      |
| Mifunes sidste sang                                         | Søren Kragh-Jacobsen                          | Dinamarca                          |      |
| Molokh (Молох)                                              | Alexander Sokurov                             | Rússia                             |      |
| Notting Hill                                                | Roger Michell                                 | Regne Unit                         |      |
| Rosetta                                                     | Luc i Jean-Pierre Dardenne                    | Bèlgica                            |      |
| Sunshine                                                    | István Szabó                                  | Canadà, Hongria, Àustria, Alemanya |      |
| The War Zone                                                | Tim Roth                                      | Regne Unit                         |      |

### 2000s
| Any                                | Títol                                | Director(s)                                                    | País |
| ---------------------------------- | ------------------------------------ | -------------------------------------------------------------- | ---- |
| 2000 (13ns)                        |                                      |                                                                |      |
| Dancer in the Dark                 | Lars von Trier                       | Dinamarca                                                      |      |
| Billy Elliot                       | Stephen Daldry                       | Regne Unit                                                     |      |
| Chicken Run: Evasió a la granja    | Peter Lord, Nick Park                | Regne Unit                                                     |      |
| Harry, un amic que us estima       | Dominik Moll                         | França                                                         |      |
| El gust dels altres                | Agnès Jaoui                          | França                                                         |      |
| Pane e tulipani                    | Silvio Soldini                       | Itàlia                                                         |      |
| Trolösa                            | Liv Ullmann                          | Suècia                                                         |      |
| 2001 (14ns)                        |                                      |                                                                |      |
| Amélie                             | Jean-Pierre Jeunet                   | França                                                         |      |
| Bridget Jones's Diary              | Sharon Maguire                       | Regne Unit                                                     |      |
| Das Experiment                     | Oliver Hirschbiegel                  | Alemanya                                                       |      |
| Intimacy                           | Patrice Chéreau                      | França, Itàlia                                                 |      |
| Italiensk for begyndere            | Lone Scherfig                        | Dinamarca                                                      |      |
| La pianista                        | Michael Haneke                       | França, Àustria                                                |      |
| L'habitació del fill               | Nanni Moretti                        | Itàlia, França                                                 |      |
| The Others                         | Alejandro Amenábar                   | Espanya                                                        |      |
| 2002 (15ns)                        |                                      |                                                                |      |
| Hable con ella                     | Pedro Almodóvar                      | Espanya                                                        |      |
| Bend It Like Beckham               | Gurinder Chadha                      | Regne Unit                                                     |      |
| Bloody Sunday                      | Paul Greengrass                      | Regne Unit                                                     |      |
| 8 femmes                           | François Ozon                        | França                                                         |      |
| Lilja 4-ever                       | Lukas Moodysson                      | Suècia                                                         |      |
| Mies vailla menneisyyttä           | Aki Kaurismäki                       | Finlàndia, Alemanya, França                                    |      |
| The Magdalene Sisters              | Peter Mullan                         | Regne Unit                                                     |      |
| El pianista                        | Roman Polanski                       | Polònia, França, Alemanya, Regne Unit                          |      |
| 2003 (16ns)                        |                                      |                                                                |      |
| Good Bye, Lenin!                   | Wolfgang Becker                      | Alemanya                                                       |      |
| Dirty Pretty Things                | Stephen Frears                       | Regne Unit                                                     |      |
| Dogville                           | Lars von Trier                       | Dinamarca, Països Baixos, Suècia, França, Regne Unit, Alemanya |      |
| In This World                      | Michael Winterbottom                 | Regne Unit                                                     |      |
| My Life Without Me                 | Isabel Coixet                        | Espanya, Canadà                                                |      |
| La piscina                         | François Ozon                        | França, Regne Unit                                             |      |
| 2004 (17ns)                        |                                      |                                                                |      |
| Gegen die Wand                     | Fatih Akın                           | Alemanya, Turquia                                              |      |
| Ett hål i mitt hjärta              | Lukas Moodysson                      | Suècia, Dinamarca                                              |      |
| La mala educación                  | Pedro Almodóvar                      | Espanya                                                        |      |
| Les Choristes                      | Christophe Barratier                 | França, Suïssa                                                 |      |
| Mar adentro                        | Alejandro Amenábar                   | Espanya, França, Itàlia                                        |      |
| Vera Drake                         | Mike Leigh                           | Regne Unit, França                                             |      |
| 2005 (18ns)                        |                                      |                                                                |      |
| Caché                              | Michael Haneke                       | França, Àustria, Alemanya, Itàlia                              |      |
| Brødre                             | Susanne Bier                         | Dinamarca, Regne Unit, Suècia, Noruega                         |      |
| Don't Come Knocking                | Wim Wenders                          | Alemanya                                                       |      |
| L'Enfant                           | Luc i Jean-Pierre Dardenne           | Bèlgica, França                                                |      |
| My Summer of Love                  | Pawel Pawlikowski                    | Regne Unit                                                     |      |
| Sophie Scholl – Die letzten Tage   | Marc Rothemund                       | Alemanya                                                       |      |
| 2006 (19ns)                        |                                      |                                                                |      |
| La vida dels altres                | Florian Henckel von Donnersmarck     | Alemanya                                                       |      |
| Breakfast on Pluto                 | Neil Jordan                          | Irlanda, Regne Unit                                            |      |
| Grbavica                           | Jasmila Žbanić                       | Bòsnia i Hercegovina, Àustria, Alemanya, Croàcia               |      |
| The Road to Guantanamo             | Michael Winterbottom, Mat Whitecross | Regne Unit                                                     |      |
| Volver                             | Pedro Almodóvar                      | Espanya                                                        |      |
| The Wind That Shakes the Barley    | Ken Loach                            | Irlanda, Regne Unit, Alemanya, Itàlia, Espanya                 |      |
| 2007 (20ns)                        |                                      |                                                                |      |
| 4 luni, 3 saptamini si 2 zile      | Cristian Mungiu                      | Romania                                                        |      |
| Auf der anderen Seite              | Fatih Akın                           | Alemanya, Turquia                                              |      |
| The Last King of Scotland          | Kevin Macdonald                      | Regne Unit                                                     |      |
| La vida en rosa                    | Olivier Dahan                        | França, Txèquia, Regne Unit                                    |      |
| Persepolis                         | Marjane Satrapi, Vincent Paronnaud   | França                                                         |      |
| La reina                           | Stephen Frears                       | Regne Unit, França, Itàlia                                     |      |
| 2008 (21ns)                        |                                      |                                                                |      |
| Gomorra                            | Matteo Garrone                       | Itàlia                                                         |      |
| Il divo                            | Paolo Sorrentino                     | Itàlia                                                         |      |
| Entre les murs                     | Laurent Cantet                       | França                                                         |      |
| Happy: un conte sobre la felicitat | Mike Leigh                           | Regne Unit                                                     |      |
| L'orfenat                          | Juan Antonio Bayona                  | Espanya                                                        |      |
| Vals Im Bashir (ואלס עם באשיר)     | Ari Folman                           | Israel, França, Alemanya                                       |      |
| 2009 (22ns)                        |                                      |                                                                |      |
| Das weiße Band                     | Michael Haneke                       | Alemanya, Àustria, França, Itàlia                              |      |
| Fish Tank                          | Andrea Arnold                        | Regne Unit                                                     |      |
| Deixa'm entrar                     | Tomas Alfredson                      | Suècia                                                         |      |
| Un profeta                         | Jacques Audiard                      | França                                                         |      |
| El lector                          | Stephen Daldry                       | Regne Unit, Alemanya                                           |      |
| Slumdog Millionaire                | Danny Boyle                          | Regne Unit                                                     |      |

### 2010s
| Any                                                | Títol                           | Director(s)                                        | País |
| -------------------------------------------------- | ------------------------------- | -------------------------------------------------- | ---- |
| 2010 (23ns)                                        |                                 |                                                    |      |
| L'escriptor                                        | Roman Polanski                  | França, Alemanya, Regne Unit                       |      |
| Bal                                                | Semih Kaplanoğlu                | Turquia                                            |      |
| De déus i homes                                    | Xavier Beauvois                 | França                                             |      |
| Lebanon (לבנון)                                    | Samuel Maoz                     | Israel, Alemanya, França                           |      |
| El secreto de sus ojos                             | Juan José Campanella            | Argentina, Espanya                                 |      |
| Soul Kitchen                                       | Fatih Akın                      | Alemanya                                           |      |
| 2011 (24ns)                                        |                                 |                                                    |      |
| Melancolia                                         | Lars von Trier                  | Dinamarca, Suècia, França, Alemanya                |      |
| The Artist                                         | Michel Hazanavicius             | França                                             |      |
| El nen de la bicicleta                             | Luc i Jean-Pierre Dardenne      | Bèlgica, França, Itàlia                            |      |
| En un món millor                                   | Susanne Bier                    | Dinamarca                                          |      |
| El discurs del rei                                 | Tom Hooper                      | Regne Unit                                         |      |
| Le Havre                                           | Aki Kaurismäki                  | Finlàndia, França, Alemanya                        |      |
| 2012 (25ns)                                        |                                 |                                                    |      |
| Amor                                               | Michael Haneke                  | França, Àustria, Alemanya                          |      |
| Barbara                                            | Christian Petzold               | Alemanya                                           |      |
| Jagten                                             | Thomas Vinterberg               | Dinamarca                                          |      |
| Intocable                                          | Olivier Nakache, Eric Toledano  | França                                             |      |
| Shame                                              | Steve McQueen                   | Regne Unit                                         |      |
| Cèsar ha de morir                                  | Paolo Taviani, Vittorio Taviani | Itàlia                                             |      |
| 2013 (26ns)                                        |                                 |                                                    |      |
| La grande bellezza                                 | Paolo Sorrentino                | Itàlia, França                                     |      |
| Blancaneu                                          | Pablo Berger                    | Espanya                                            |      |
| Alabama Monroe                                     | Felix Van Groeningen            | Bèlgica                                            |      |
| La migliore offerta                                | Giuseppe Tornatore              | Itàlia                                             |      |
| Oh Boy!                                            | Jan Ole Gerster                 | Alemanya                                           |      |
| La vida d'Adèle                                    | Abdellatif Kechiche             | França                                             |      |
| 2014 (27ns)                                        |                                 |                                                    |      |
| Ida                                                | Paweł Pawlikowski               | Polònia, Dinamarca                                 |      |
| Força major                                        | Ruben Östlund                   | Suècia, Dinamarca, Noruega, França                 |      |
| Leviatan (Левиафан)                                | Andrei Zviàguintsev             | Rússia                                             |      |
| Nymphomaniac                                       | Lars von Trier                  | Dinamarca, Bèlgica, França, Alemanya, Regne Unit   |      |
| Kış Uykusu                                         | Nuri Bilge Ceylan               | Turquia                                            |      |
| 2015 (28ns)                                        |                                 |                                                    |      |
| Youth – La giovinezza                              | Paolo Sorrentino                | Itàlia, França, Regne Unit, Suïssa                 |      |
| Llagosta                                           | Yorgos Lanthimos                | Irlanda, Regne Unit, Grècia, França, Països Baixos |      |
| Mustang                                            | Deniz Gamze Ergüven             | França, Turquia, Alemanya                          |      |
| En duva satt på en gren och funderade på tillvaron | Roy Andersson                   | Suècia, Noruega, França, Alemanya                  |      |
| Hrútar                                             | Grímur Hákonarson               | Islàndia, Dinamarca                                |      |
| Victoria                                           | Sebastian Schipper              | Alemanya                                           |      |
| 2016 (29ns)                                        |                                 |                                                    |      |
| Toni Erdmann                                       | Maren Ade                       | Alemanya, Àustria                                  |      |
| Elle                                               | Paul Verhoeven                  | França, Alemanya                                   |      |
| I, Daniel Blake                                    | Ken Loach                       | Regne Unit, França                                 |      |
| Julieta                                            | Pedro Almodóvar                 | Espanya                                            |      |
| Room                                               | Lenny Abrahamson                | Irlanda, Canadà                                    |      |
| 2017 (30ns)                                        |                                 |                                                    |      |
| The Square                                         | Ruben Östlund                   | Suècia, França, Alemanya, Dinamarca                |      |
| 120 battements par minute                          | Robin Campillo                  | França                                             |      |
| Neliúbov                                           | Andrei ZvIagintsev              | Rússia, Bèlgica, Alemanya, França                  |      |
| Testről és lélekről                                | Ildikó Enyedi                   | Hongria                                            |      |
| Toivon tuolla puolen                               | Aki Kaurismäki                  | Finlàndia, Alemanya                                |      |
| 2018 (31ns)                                        |                                 |                                                    |      |
| Guerra freda                                       | Pawel Pawlikowski               | Polònia, França, Regne Unit                        |      |
| Border                                             | Ali Abbasi                      | Suècia, Dinamarca                                  |      |
| Dogman                                             | Matteo Garrone                  | Itàlia, França                                     |      |
| Girl                                               | Lukas Dhont                     | Bèlgica, Països Baixos                             |      |
| Lazzaro felice                                     | Alice Rohrwacher                | Itàlia, Alemanya, França, Suïssa                   |      |
| 2019 (32ns)                                        |                                 |                                                    |      |
| The Favourite                                      | Yorgos Lanthimos                | Regne Unit, Irlanda                                |      |
| Els miserables                                     | Ladj Ly                         | França                                             |      |
| L'oficial i l'espia                                | Roman Polanski                  | França, Itàlia                                     |      |
| Dolor y gloria                                     | Pedro Almodóvar                 | Espanya                                            |      |
| Systemsprenger                                     | Nora Fingscheidt                | Alemanya                                           |      |
| El traïdor                                         | Marco Bellocchio                | Itàlia, Alemanya, França, Brasil                   |      |

### 2020s
| Any                        | Títol             | Director(s)                                                                                        | País |
| -------------------------- | ----------------- | -------------------------------------------------------------------------------------------------- | ---- |
| 2020 (33ns)                |                   | |      |
| Una altra ronda            | Thomas Vinterberg | Dinamarca                                                                                          |      |
| Berlin Alexanderplatz      | Burhan Qurbani    | Alemanya, Països Baixos                                                                            |      |
| Boże Ciało                 | Jan Komasa        | Polònia, França                                                                                    |      |
| Martin Eden                | Pietro Marcello   | Itàlia, França                                                                                     |      |
| Nabarvené ptáče            | Václav Marhoul    | Txèquia, Eslovàquia, Ucraïna                                                                       |      |
| Undine                     | Christian Petzold | Alemanya, França                                                                                   |      |
| 2021 (34ns)                |                   | |      |
| Quo Vadis, Aida?           | Jasmila Žbanić    | Bòsnia i Hercegovina, Àustria, Països Baixos, França, Polònia, Noruega, Alemanya, Romania, Turquia |      |
| Hytti nro 6                | Juho Kuosmanen    | Finlàndia, Estònia, Alemanya                                                                       |      |
| El pare                    | Florian Zeller    | Regne Unit, França                                                                                 |      |
| È stata la mano di Dio     | Paolo Sorrentino  | Itàlia                                                                                             |      |
| Titane                     | Julia Ducournau   | França, Bèlgica                                                                                    |      |
| 2022 (35ns)                |                   | |      |
| El triangle de la tristesa | Ruben Östlund     | Suècia, Alemanya, França, Regne Unit                                                               |      |
| Alcarràs                   | Carla Simón       | Espanya, Itàlia                                                                                    |      |
| Close                      | Lukas Dhont       | Bèlgica, França, Països Baixos                                                                     |      |
| L'emperadriu rebel         | Marie Kreutzer    | Àustria, Luxemburg, Alemanya, França                                                               |      |
| Holy Spider                | Ali Abbasi        | Dinamarca, Alemanya, Suècia, França                                                                |      |
| 2023 (36ns)                |                   | |      |
| Anatomia d'una caiguda     | Justine Triet     | França                                                                                             |      |
| Kuolleet lehdet            | Aki Kaurismäki    | Finlàndia / Alemanya                                                                               |      |
| Zielona granica            | Agnieszka Holland | Bèlgica / Txèquia / França / Polònia                                                               |      |
| Io capitano                | Matteo Garrone    | Bèlgica / Itàlia                                                                                   |      |
| La zona d'interès          | Jonathan Glazer   | Polònia / Regne Unit / Estats Units                                                                |      |

## Rècords
| Assoliment                                            | Detenidor                                                                  | Anys |
| ----------------------------------------------------- | -------------------------------------------------------------------------- | --- |
| Més guanyadors (per país)                             | Itàlia (7)                                                                 | 1990, 1992, 1994, 1998, 2008, 2013, 2015 |
| Més guanyadors (per país) incloses coproduccions      | Alemanya (11)                                                              | 2003, 2004, 2005, 2006, 2009, 2010, 2011, 2012, 2016, 2017, 2021                                                                                                 |
| Més nominacions (per país)                            | Fitxer:Flag of France (1794–1815, 1830–1974, 2020–present).svg França (38) | 1988, 1990, 1991, 1992, 1993, 1994, 1995, 1997, 1998, 2000, 2001, 2002, 2003, 2004, 2005, 2007, 2008, 2009, 2010, 2011, 2012, 2013, 2015, 2016, 2017, 2019       |
| Més nominacions (per país) incloses coproduccions     | França (63)                                                                | 1988, 1990, 1991, 1992, 1993, 1994, 1995, 1997, 1998, 2000, 2001, 2002, 2003, 2004, 2005, 2007, 2008, 2009, 2010, 2011, 2012, 2013, 2015, 2016, 2017, 2018, 2019 |
| Més guanyadors a la millor pel·lícula (per director)  | Gianni Amelio (3) Lars von Trier (3) Michael Haneke (3)                    | 1990, 1992, 1994 1996, 2000, 2011 2005, 2009, 2012 |
| Més nominacions a la millor pel·lícula (per director) | Pedro Almodóvar (7)                                                        | 1998, 1999, 2002, 2004, 2006, 2016, 2019 |